# 海浪 (黄品源)
《海浪》是台湾男歌手黄品源的2000年专辑《海浪》的主打歌，填词刘思铭，作曲刘志宏，由滚石唱片发行，时长4分53秒。该歌曲把现代都市生活比喻成海浪一样漂浮不定，表达了人对于感情、生活目标的疑虑与忐忑不安。

## 同名歌曲
- 伍佰《海浪》